# Tommerup Stationsby
Tommerup Stationsby är en tätort i Assens kommun i Region Syddanmark i Danmark. Tätorten har 2 462 invånare (2024). Den ligger på Fyn, cirka 19,5 kilometer nordost om Assens.